# فیراوکس (جورجیا)
فیراوکس (به انگلیسی: Fair Oaks) یک منطقهٔ مسکونی در ایالات متحده آمریکا است که در شهرستان کاب، جورجیا واقع شده‌است. فیراوکس ۵٫۱ کیلومتر مربع مساحت و ۸٬۲۲۵ نفر جمعیت دارد و ۳۳۶ متر بالاتر از سطح دریا واقع شده‌است.